# 天皇・皇后と日清戦争
『天皇・皇后と日清戦争』（てんのうこうごうとにっしんせんそう）は、新東宝が製作し、1958年（昭和33年）3月14日に封切り公開した日本の戦争映画。

## あらすじ
1894年（明治27年）7月に起こった豊島沖海戦によって日清両国の緊張は頂点に達し、双方とも8月1日に宣戦を布告。近代化を進めていた日本と大国の清との戦いは日本側の有利で進むが、両国だけの問題ではすまず、列強は戦争の結果に干渉した。

## 概要・エピソード
日本の命運をかけた日清戦争に対する明治天皇の姿を描く大作映画。本作公開翌年の1959年（昭和34年）には、『明治大帝と乃木将軍』（小森白監督）が製作され、前作の『明治天皇と日露大戦争』、本作『天皇・皇后と日清戦争』と合わせ、天皇を描いたシリーズ三部作となっている。
前年の1956年（昭和31年）、経営不振の新東宝は、周りの反対を押し切った大蔵貢社長の指揮の下、製作費2億円をかけ、初めて銀幕に明治天皇を描いた超大作映画『明治天皇と日露大戦争』（渡辺邦男監督）を公開し、記録的大ヒットを飛ばして一気に負債を返済しており、
これに味をしめた大蔵社長が、柳の下の泥鰌を狙って矢継ぎ早に続く本作を企画したと言われた。
だが、製作も務めた新東宝専務の山梨稔は、もともと「王政復古」「日清戦争」「日露戦争」「軍神山本元帥と連合艦隊」「終戦秘話と国際裁判」などの題材を順に映画化し、日本の歴史を描いてゆく企画であったが、順序を違えて「日露戦争」が製作されただけだとして、二匹目の泥鰌を狙ったものではないと否定している。

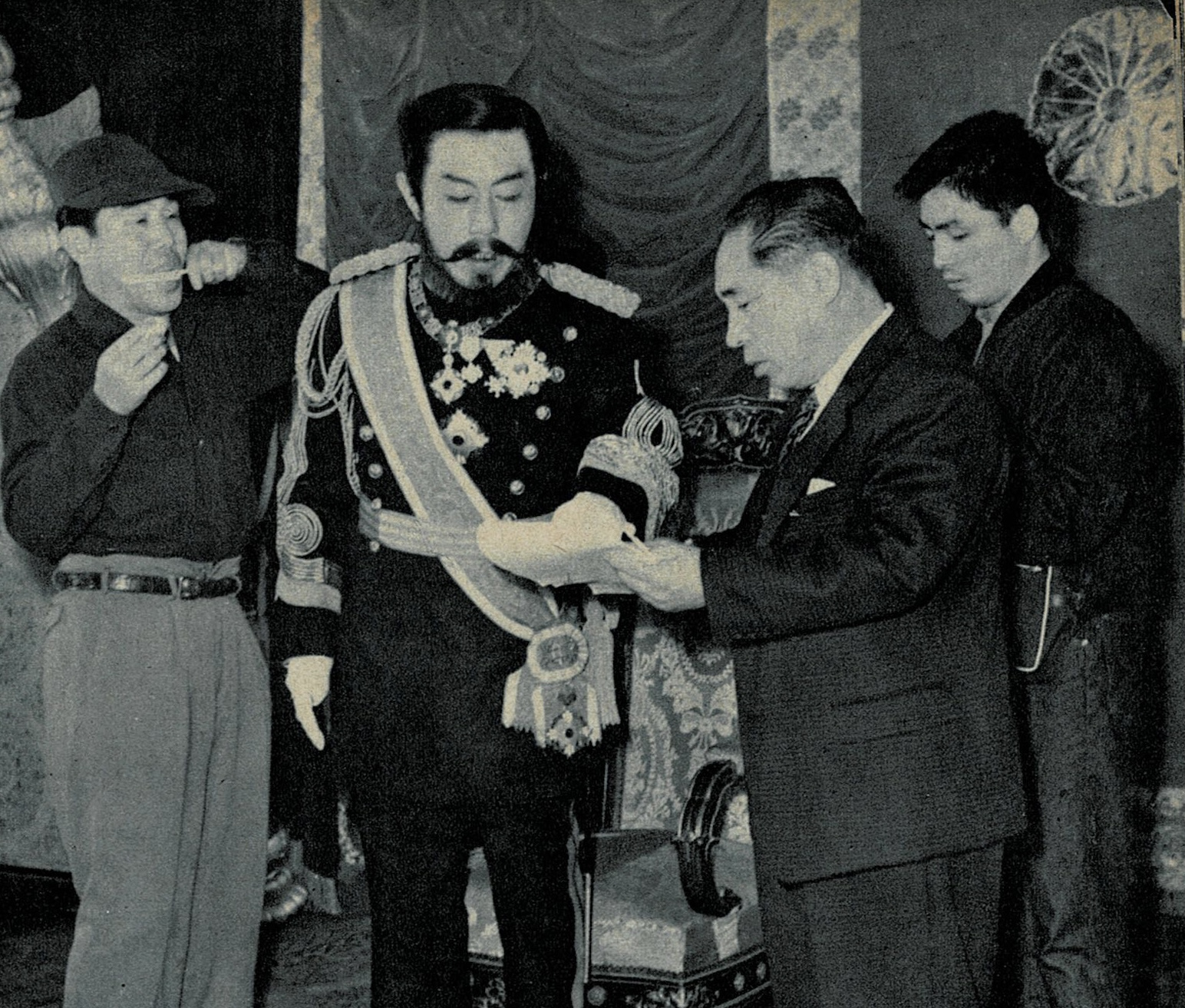
大蔵貢新東宝社長（右）と明治天皇に扮した嵐寛寿郎（左）

前作に続き明治天皇役を嵐寛寿郎に依頼。が、皇后役に愛人である高倉みゆきをあてたため、アラカンはこれに反発。「昭憲皇太后こんな人やない、まるでイメエジ違う」と意見したところ、大蔵社長はこれに激怒、「ワシの女やから気品がないというのか?　よし、見ておれ!」と強引にこれを起用している。
前作で弱かった女性客の取り込みに注力しており、昭憲皇太后の赤十字活動のエピソード、出征する若い兵士達と家族の情愛、兵士同士の朋友愛などを織り交ぜ、前作に比して個人の人間性をクローズアップした作りになっている。

## キャスト
- 明治天皇 - 嵐寛寿郎
- 昭憲皇后 - 高倉みゆき
- 伊藤首相 - 阿部九洲男
- 山県大将 - 高田稔
- 西郷海相 - 江川宇禮雄
- 大山陸相 - 信夫英一
- 松方蔵相 - 鳥羽陽之助
- 野津中将 - 広瀬康治
- 大島少将 - 小森敏
- 立見少将 - 大谷友彦
- 山地中将 - 沢井三郎
- 乃木少将 - 林寛
- 川上中将 - 芝田新
- 児玉少将 - 広瀬恒美
- 山本少将 - 沼田曜一
- 大寺参謀 - 国創典
- 伊東中将 - 竜崎一郎
- 出羽少将 - 明智十三郎
- 坪井少将 - 藤田進
- 東郷大佐 - 岬洋二
- 向山少佐 - 天城竜太郎
- 島村少佐 - 舟橋元
- 藤田少佐 - 高村洋三
- 今井大尉 - 三村俊夫
- 伊勢地大佐 - 菊池双三郎
- 原田重吉一等兵 - 若山富三郎
- 三村幾之助中尉 - 中村竜三郎
- 山田一太郎二等兵 - 高島忠夫
- 一太郎の祖母 - 五月藤江
- 佐藤謙吉二等兵 - 御木本伸介
- 佐藤の母親 - 浅野雪子
- 木口小平喇叭手 - 和田桂之助
- 田代小隊長 - 中山昭二
- 三浦虎次郎三等兵曹 - 宇津井健
- 大鳥圭介 - 丹波哲郎
- 林外務次官 - 岡竜弘
- 井上書記官 - 武村新
- 米田侍従 - 原文雄
- 日野西侍従 - 秋山要之助
- 岡沢少将 - 九重京司
- 斎藤少佐 - 細川俊夫
- 香川皇后大夫 - 三原純
- 石黒忠悳 - 中村彰
- 李鴻章 - 勝見庸太郎
- 袁世凱 - 浪野幹雄
- 丁汝昌 - 坂内永三郎
- 程璧光 - 若月輝夫
- 閔泳駿 - 武田正憲
- 暗殺団員小山 - 天知茂
- 百姓の老爺 - 横山運平

## スタッフ
- 監督 - 並木鏡太郎
- 製作 - 山梨稔
- 企画 - 伊藤基彦
- 原作 - 大蔵貢
- 脚本 - 館岡謙之助
- 撮影 - 山中晋
- 美術 - 加藤雅俊
- 音楽 - 江口夜詩
- 総指揮 - 大蔵貢

## 映像ソフト
- 2001年7月25日にDVDが発売された[4]。
- 2002年には、『明治天皇と日露大戦争』『明治大帝と乃木将軍』を同時収録したDVD-BOX『新東宝名画傑作選DVD-BOX3 明治天皇3部作』が発売された[5]。

※ 上記のほか、クラリオンソフトが「新東宝名画シリーズ」の一作としてVHSビデオ化したが、表題のみ「明治大帝と日清戦争」 と改めて発売された。　
- 2014年10月14日に、デアゴスティーニ・ジャパンより「東宝・新東宝戦争映画コレクション」の第20号として、書店流通でDVDが発売された。